# Dyffryn Cellwen
Dyffryn Cellwen är en by i Neath Port Talbot i Wales. Byn är belägen 47,1 km 
från Cardiff. Orten har 687 invånare (2016).